# Neopolyptychus spurrelli
Neopolyptychus spurrelli là một loài bướm đêm thuộc họ Sphingidae. Loài này có ở Ghana to Sierra Leone.
Sải cánh dài 32–39 mm đối với con đực và 36–40 mm đối với con cái.